# Айдын (эялет)
Эялет Айдын или Эялет Измир (осман. ولايت ايدين‎) — административно-территориальная единица Османской империи. Существовал в 1827—1864 годах. Образовавшийся из частей эялета Анатолия (на нынешних землях западной Турции).

## История
В XIII веке здесь образовался независимый бейлик Айдын. В XV веке Айдын был включён в состав Османского государства. В 1363 году как санджак стал частью Анатолийского бейлербейства (с 1591 года — эялета). Занимал небольшую территорию в пределах древнего бейлика. Имел важное политическое значение, учитывая историю формирования Османской империи. Часто на должность наместников Айдына назначались сыновья султанов (шахзаде). В то же время близость к побережью Эгейского моря способствовало развитию торговли через эгейские порты и остров Самос.
В 1811 году было запланировано реформировать эялет Анатолию, образовав из него 2 эялета, в частности Айдынский эялет. Однако мятежи янычар помешали этому. Ликвидация 1826 году янычарского корпуса, на которого опирались консерваторы, позволило османскому султану Махмуду II начать реформы. В 1827 году был создан эялет Айдын.
В 1841 году столица эялета была перенесена из Айдына в Измир. В 1843 году столица эялета была возвращена в Айдын. В 1845 году из эялета был выделен санджак Сарухан, который стал отдельным эялетом. В 1846 году во второй раз столица эялета была перенесена в Измир. В то же время в составе эялета Айдын был включён санджак Денизли, а в 1847 году — санджак Ментеше и возвращён Сарухан в статусе санджака. В 1864 году эялет Айдын был преобразован в одноимённый вилайет.

## Структура
Эялет Айдын состоял из 5 санджаков: Айдын, Измир, Денизли, Ментеше и Сарухан.